# Фрутланд (Мериленд)
фрутланд (енгл. Fruitland) град је у америчкој савезној држави Мериленд.

## Демографија
По попису из 2010. године број становника је 4.866, што је 1.092 (28,9%) становника више него 2000. године.
| Група             | 2000.         | 2010.         |
| Белци             | 2.446 (64,8%) | 2.933 (60,3%) |
| Афроамериканци    | 1.152 (30,5%) | 1.472 (30,3%) |
| Азијати           | 40 (1,1%)     | 150 (3,1%)    |
| Хиспаноамериканци | 70 (1,9%)     | 160 (3,3%)    |
| Укупно            | 3.774         | 4.866         |